# Kabadougou
Kabadougou és una regió del nord-oest de Costa d'Ivori. Odienné, la seva capital està situada a 850 km d'Abidjan i a 600 km de Yamoussoukro. En l'antiga divisió administrativa del país, havia format part del districte de Denguélé. El 2015 tenia una població estimada de 193.364 habitants. Té una superfície de 14.000 km².

## Situació geogràfica i regions veïnes
Kabadougou està situat al nord-oest de Costa d'Ivori. A l'oest limita amb la República de Guinea, al nord amb la regió de Folon, a l'est amb la regió de Bagoué i al sud amb la regió de Bafing.

## Departaments i municipis
Odienné, Madinani, Gbelebaban, Seguelon i Samatiguila són els cinc departaments en què està dividit Kabadougou. Els seus municipis són Odienné, Bako, Dioulatiedougou, Madinani, Samatiguila, Seguelon, Seydougou i Tieme.

## Economia
A banda de l'agricultura, que és la principal font de riquesa de la regió, també cal destacar el transport nacional i internacional, el comerç al detall i a l'engròs, la ramaderia i la pesca.

### Agricultura
L'economia de la regió està basada en l'agricultura. Els seus principals cultius destinats al comerç són els anacards i el cotó, a més de la soja, el mango, la llimona, la papaia, el gingebre, la taronja i la nou de karité. Els seus principals productes agrícoles de subsistència són l'arròs, l'arachis, el mill, el nyam i el fonio. Altres productes agraris destacats són la mandioca, el sorgo, el blat de moro, el tomàquet, la ceba, i les verdures.

### Turisme
Els principals atractius turístics de la regió són:
- El mont Denguélé
- La mesquita de Dabadougou
- La platja de Gbéléban
- El riu sagrat de Farakoro
- El mont Kami a Séguélon

## Cultura
El sogonougou, el zolo, el bidadi, el morlon yagba i el fanfar tradicional són algunes de les danses tradicionals que es ballen a la regió de Kabadougou. A més a més, també els ceramistes, els explicadors d'històries, els pintors i els balafons són altres elements de la seva cultura tradicional.
El cantant Tiken Jah i la companyia de teatre Mindja són de la regió.